# ニコラス・メドフォース＝ミルズ
ニコラス・メドフォース＝ミルズ（Nicholas Medforth-Mills）は、ルーマニア王室の元王子。最後のルーマニア王ミハイ1世の次女エレナの長男。

## 生涯

ニコラスのロイヤル・モノグラム

2007年に改訂された王位継承法によると、将来的にルーマニア王室の家督を継承することが確実視されていた。25歳の誕生日である2010年4月1日に「ルーマニア王子」の称号を与えられて王室の公式メンバーになったが、2015年8月に王位継承順位から除外され、称号も剥奪された。
祖父ミハイ1世が危篤状態にあった2017年11月7日、スイス国内のミハイ1世の自宅へ侵入しようとする騒動を起こし、一人を負傷させた。この件で王室はスイスの警察に被害届を提出した。

## 妻子
2017年、Alina-Maria Binderという女性と結婚した。宗教的な結婚式は2018年9月30日、シナヤにおいてインターネット上で生中継されながら挙行された。ルーマニア王室からの参列者は、実妹のカリーナだけだった。
2015年頃、Nicoleta Cirjanという女性と短期間交際していた。彼女は妊娠し、2016年2月9日にアイリス・アンナ（Iris Anna）という娘を生んだ。ニコラスが王室から追放されたのは、この私生児をめぐる騒動が原因とされる。当初ニコラスはアンナとの父子関係を否定していたが、2019年5月に生物学的な父親であることを認めた。